# 逸新

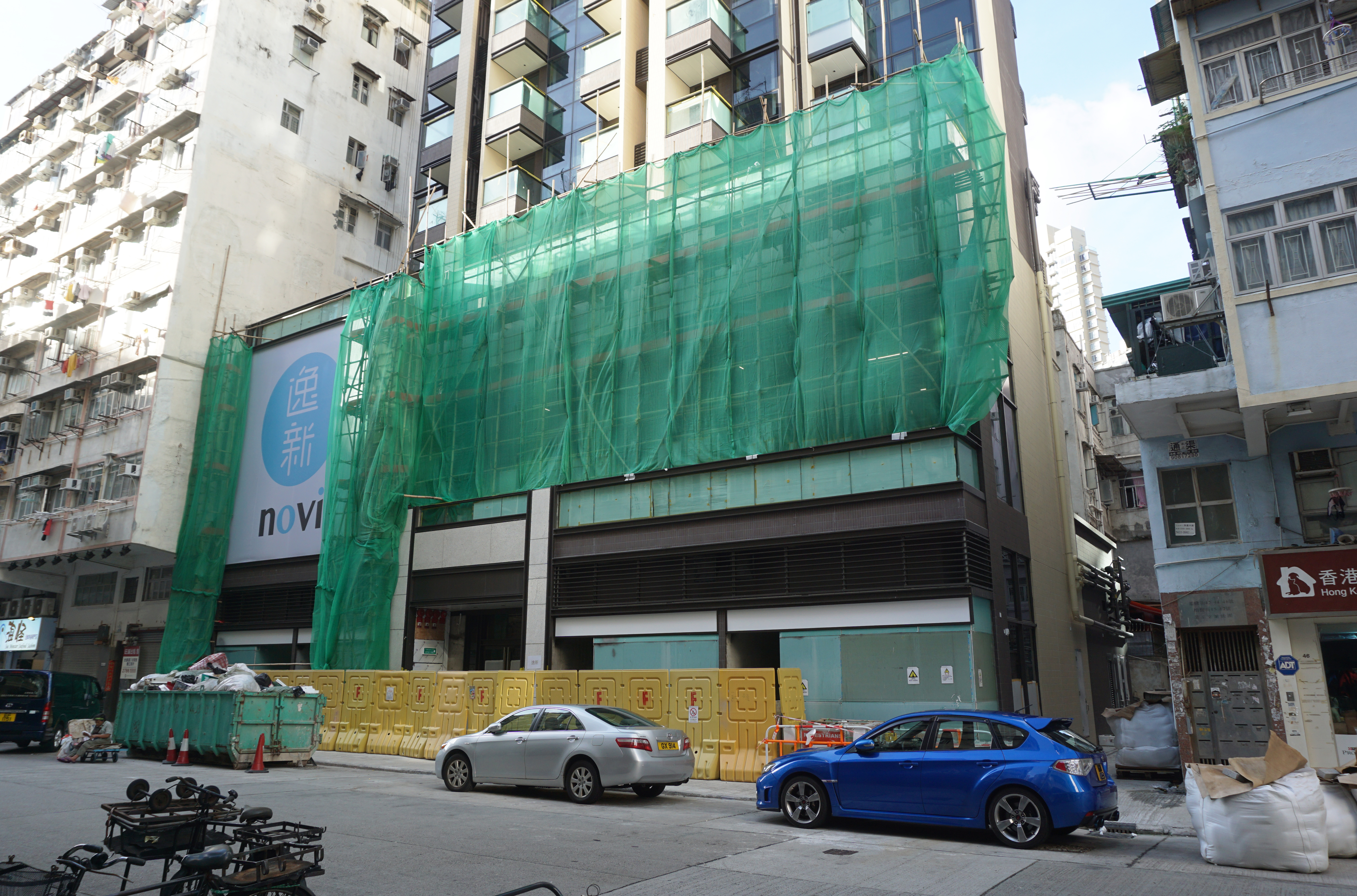
基座，2019年6月

逸新（Novi），是位於香港九龍旺角基隆街的單幢住宅，樓高共25層，由麗新發展發展，高樂服務管理，預計於2019年12月入伙。

## 歷史
逸新 前身為2幢位於「基隆街48至52號」4層高的唐樓及於1976年3月建成的5層高唐樓 —銀基樓，其中基隆街48至52號的業主於2005年12月透過招標放售，市場估值約8,000萬港元，地盤面積僅約3000平方呎，其被麗新發展購得後隨即清拆，並暫作露天停車場。
2010年7月，麗新發展表示已取得54-56號項目（即銀基樓）86%業權，剩下地舖「兩發麵廠」佔的14%業權，而早於2008年發展商已出價800萬元希望購入舖位，惟賠償金額不足以在同區另置面積相若的地舖，故店家一直未有理會。由於2010年4月香港特區政府宣佈放寬強制拍賣門檻，麗新發展一度誤以為符合八成強拍申請門檻，但至2010年10月，發展局向外澄清，由於樓上的單位只佔5%的不可分割分數，並不符合條例中「地段上每一個單位均代表多於該地段所有不分割分數的一成」，故未能成功以強制拍賣收購物業。
2014年8月，麗新發展為符合未夠50年樓齡便可達八成強制拍賣的門檻，其向土地審裁處申請把樓上每層單位三合一，令每單位的不可分割業權超過10%。及至2015年4月，兩發麵廠負責人楊丁容、楊宜興入稟高等法院，要求頒令廢止業權合併的申請，原因為大廈公契列明，改動公契須全體業主同意，而他持有物業作為業主之一，未有同意業權合併；同年10月在開庭處理前，雙方已達成和解，兩發會於原舖繼續經營。最後麗新發展於2015年11月成功以4500萬元購入地舖，成功統一業權，並將與毗鄰地盤合併，預計總發展樓面約4.5萬方呎。
2016年3月，屋宇署批出一幢25層高商住大廈，涉及住宅樓面3.4588萬平方呎及非住宅樓面5001平方呎，佔地面積約5,176平方呎，發展成本預計約3.7億元。

## 簡介
逸新 共設25層（不設4樓、13樓、14樓及24樓），除於2至28樓提供138伙實用面積介乎157方呎至312方呎的開放式至1房住宅單位外，項目不設住客會所及停車場，而其餘樓層分別設有
- 地下：住宅入口大堂、商舖
- 1樓：商舖、機電房

當中一個位於2樓F室的開放式單位「連平台特色戶」，室內實用面積僅187方呎，但平台面積竟達1,209方呎，比單位面積大約6.5倍，被傳媒視為「奇則」。
發展商於2017年7月末至8月初公布3張價單，並於8月首先開售98伙，折實介乎每呎1.56萬至1.94萬港元，其中項目規定1客限入2票，每組認購不多於4伙，並以抽籤形式決定揀樓次序，另設6伙單位供合資格員工優先以個人名義認購，項目開售前接獲超額12.3倍約1250張入票，於首3小時內已累沽約27伙，即日沽清98伙，而示範單位設於項目旁的唐樓地舗。

## 建造圖像

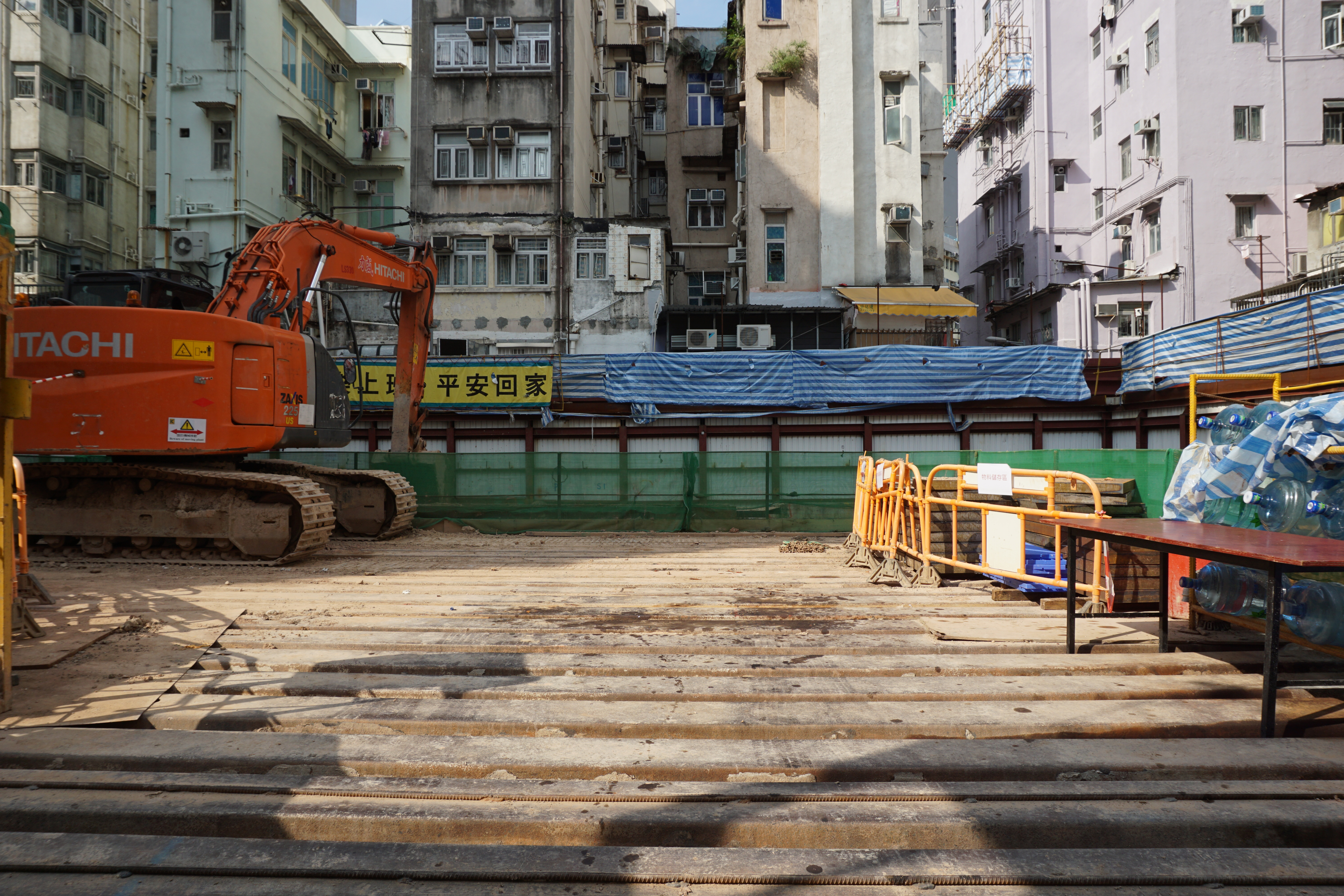
前期工程，2017年7月
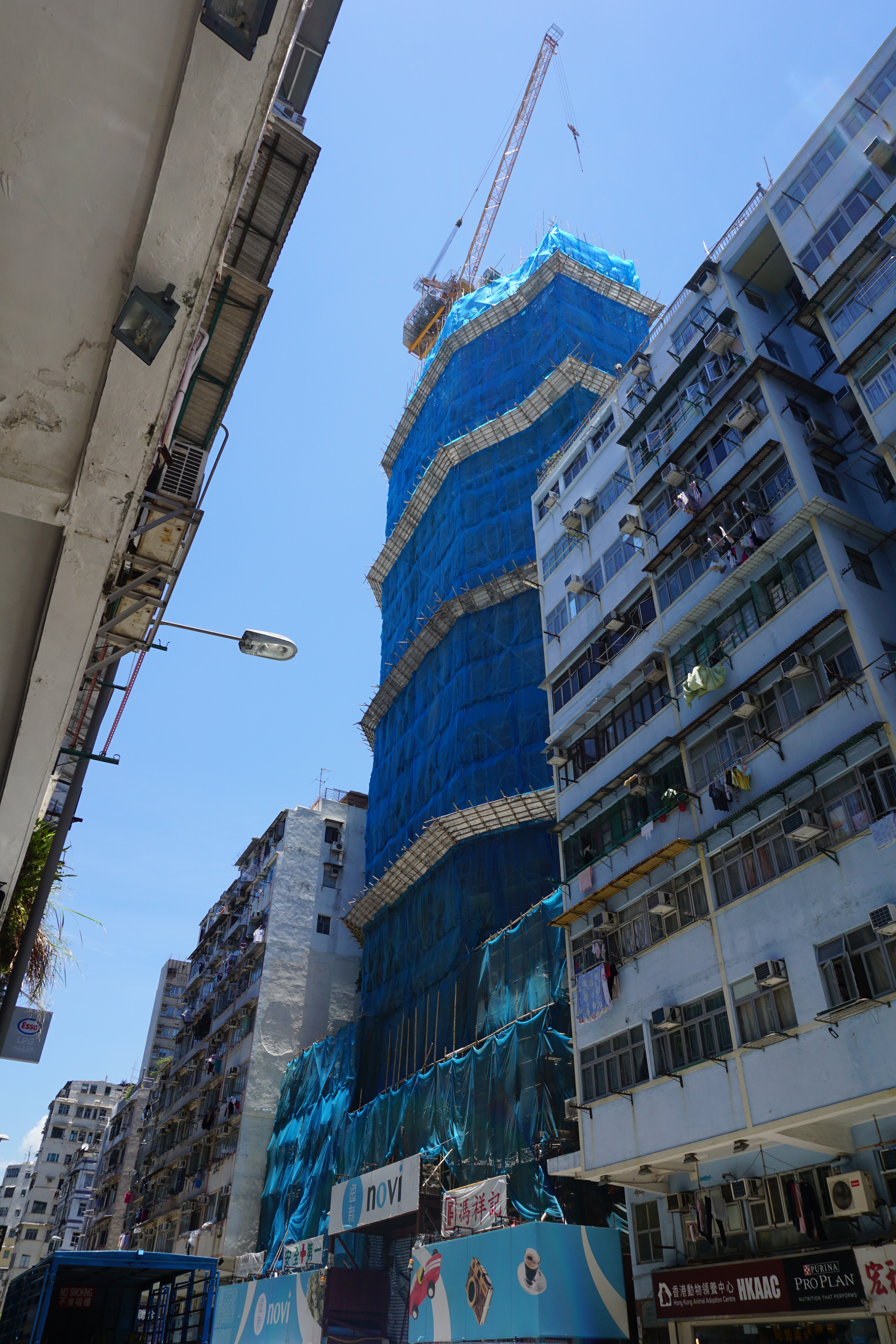
建造中，2018年5月
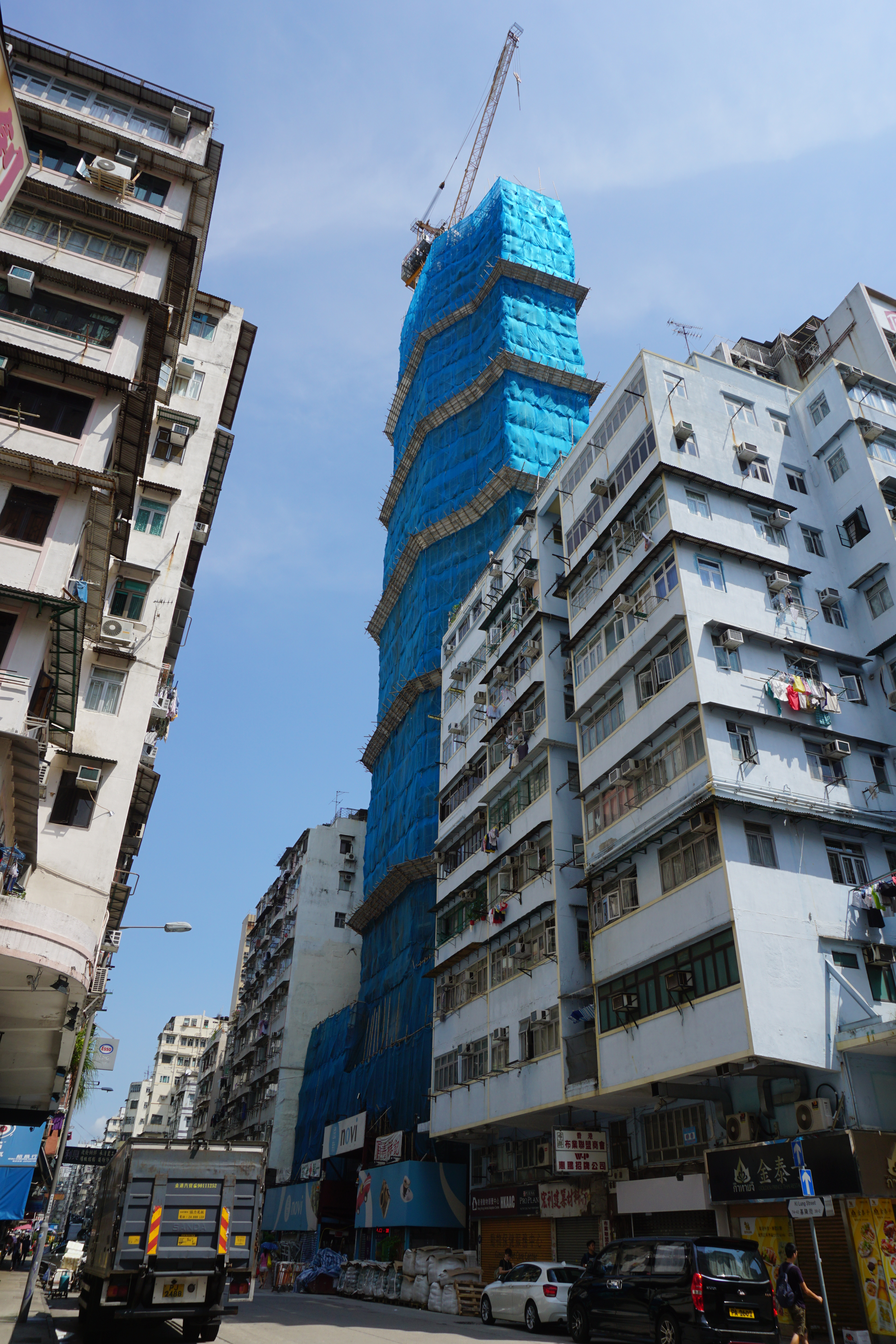
建造中，2018年7月

## 鄰近
- 香港保護兒童會
- 三十六酒店
- 彌敦道/界限街休憩處
- 荔枝角道／大南街休憩處
- 雷生春

## 外部連結
- 逸新 官方網頁 （页面存档备份，存于）